# Seminario Max Reinhardt

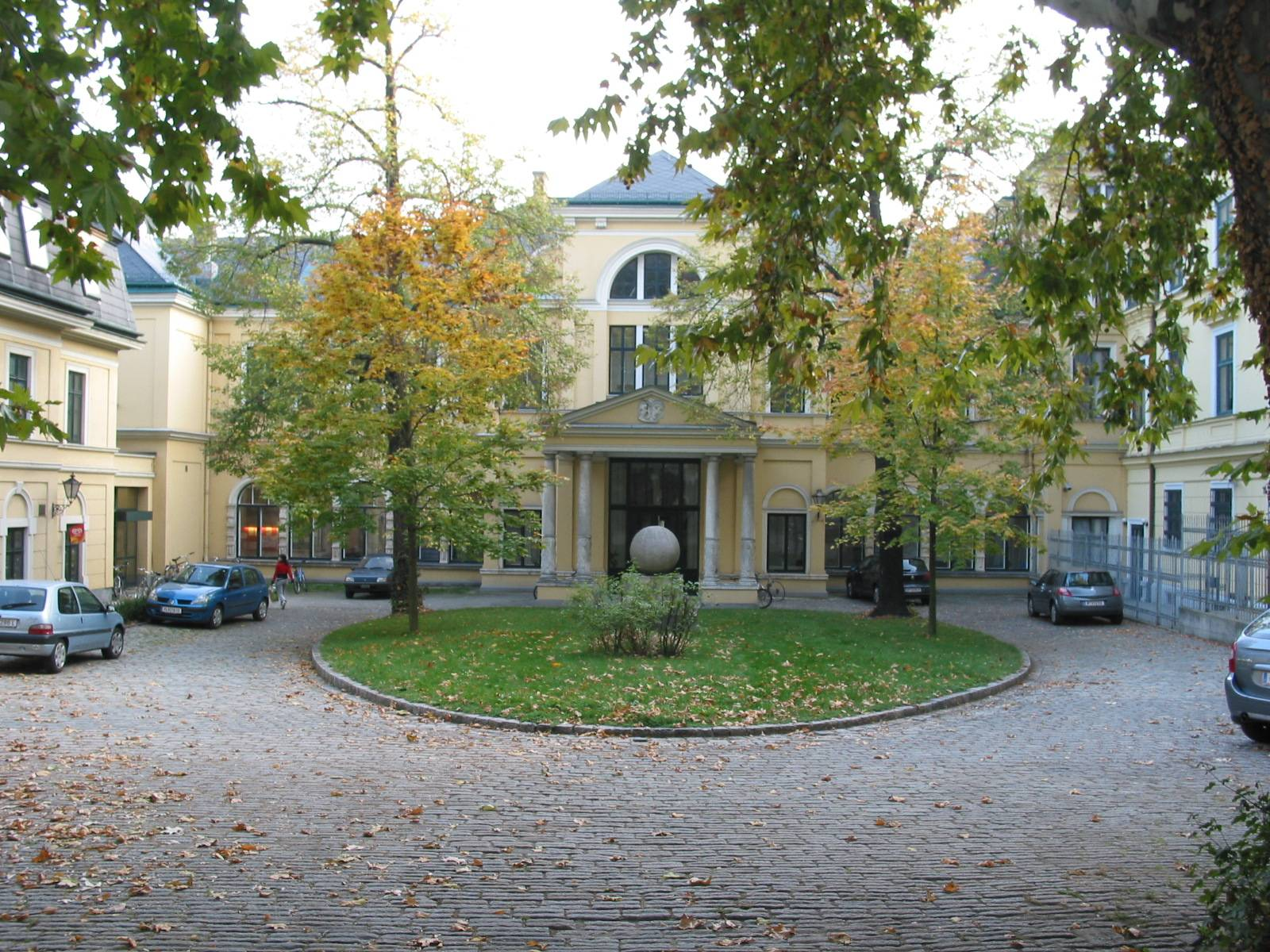
El Seminario

El Seminario Max Reinhardt, en alemán Max Reinhardt Seminar, abreviado Reinhardt Seminar es una escuela dramática de la Universidad de Música y Arte Dramático de Viena (Austria).

## Historia
El Lehrgang für Declamation und Mimik (curso sobre declamación y mímica) existe en Viena desde 1852, cuando Max Reinhardt recibió una llamada de la Universidad de Música y Arte Dramática de Viena en 1929 para crear un seminario dramático. Inicialmente el seminario se impartió en el Schönbrunner Schlosstheater, el teatro imperial en el Palacio de Schönbrunn. Después de que Reinhardt emigrara en 1937, el seminario se trasladó a las cercanías del Palais Cumberland en 1940.  Entre 1948 y 1954, Helene Thimig (viuda de Max Reinhardt) dirigió el seminario.

## Currículum
El seminario ofrece un curso de 4 años de duración impartido por 40 profesores, muchos de los cuales son reconocidos actores y directores, como por ejemplo Karlheinz Hackl, Heiner Müller, Oleg Tabakov, Giorgio Strehler, István Szabó o Klaus Maria Brandauer). Tras el segundo semestre, los estudiantes se especializan en varias ramas de la actuación y dirección. Las puestas en escena a cargo de los estudiantes se realizan en el Schlosstheater.

## Alumni
Algunos de los prominentes actores y cineastas que han sido alumnos de la institución son:
Alfred Abel,
Peter Alexander, 
David Bennent,
Senta Berger, Inge Borkh,
Marlene Dietrich,
Martin Esslin,
O. W. Fischer,
Gustav Froehlich,
Karlheinz Hackl,
Paul Henreid,
Philipp Hochmair
Christiane Hörbiger,
Kurt Kasznar,
Hedy Lamarr,
Francis Lederer,
Ute Lemper,
F.W. Murnau,
Pola Negri,
Hans Neuenfels,
Susi Nicoletti,
Christine Ostermayer, 
Erika Pluhar,
Helmut Qualtinger,
Leni Riefenstahl,
Otto Schenk,
Max Schreck,
Walter Schmidinger,
Otto Tausig,
Nadja Tiller,
Conrad Veidt,
Christoph Waltz,
Gustav von Wangenheim,
Ilse Werner,
Paula Wessely,
Rudolf Wessely,
y Peter Zinner.